# Großer Preis von Monaco 1963
Der Große Preis von Monaco 1963 (offiziell XXI Grand Prix de Monaco) fand am 26. Mai auf dem Circuit de Monaco in Monte Carlo statt und war das erste Rennen der Automobil-Weltmeisterschaft 1963. Der Grand Prix hatte auch den FIA-Ehrentitel Großer Preis von Europa.

## Berichte

### Hintergrund

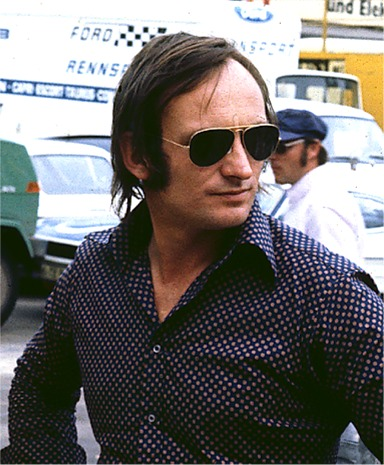
Debütrennen von Chris Amon (Bild von 1973)

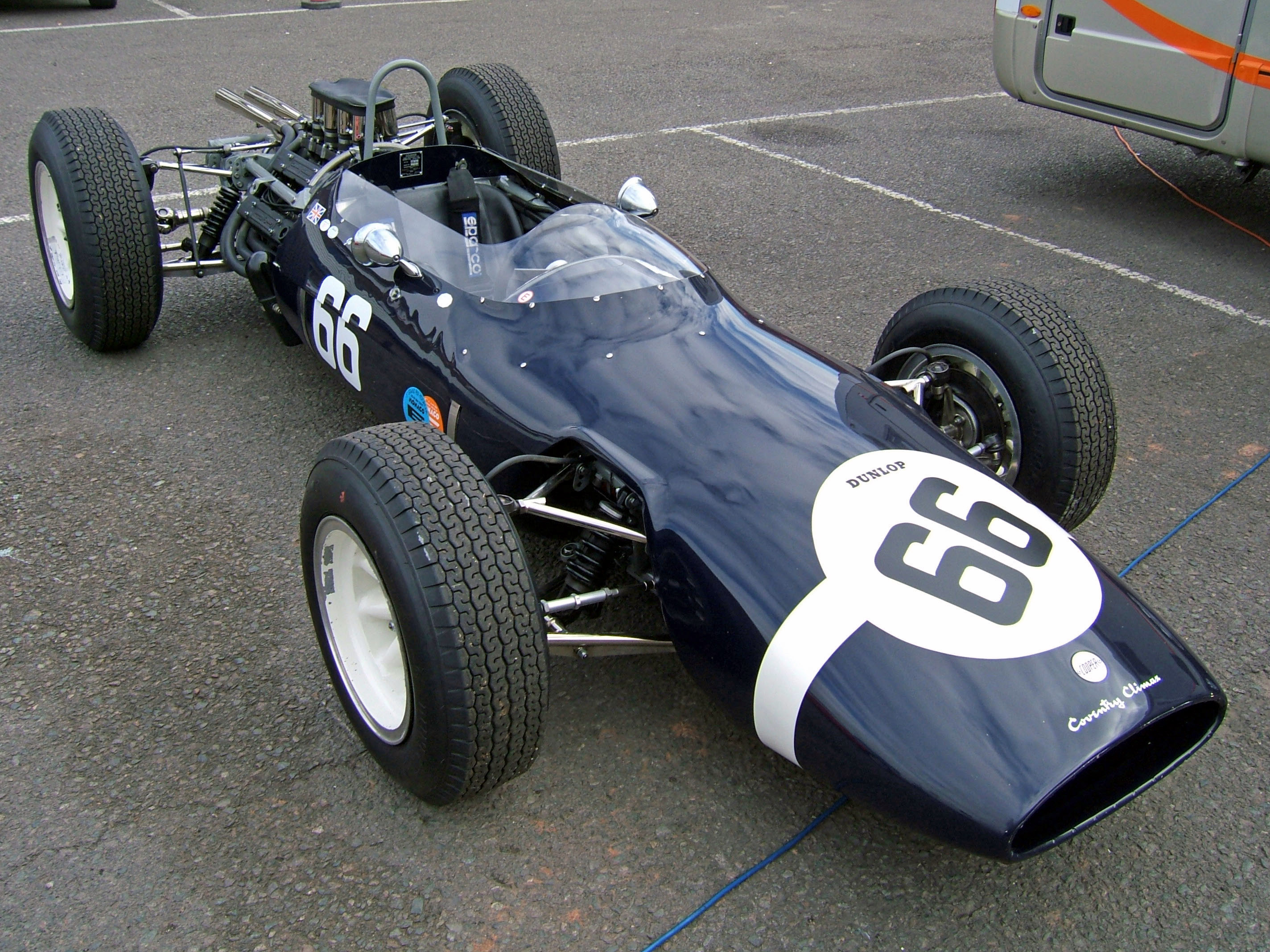
Cooper T66

Die Automobilweltmeisterschaft 1963 startete ohne größere Regelveränderungen und alle Wagen veränderten sich optisch und technisch nur minimal zum Vorjahr. Porsche hatte sich aus der Automobilweltmeisterschaft zurückgezogen, Ferrari kehrte nach zwei Rennen Pause zurück. Aus der Vorjahressaison übernahm Ferrari Willy Mairesse als Stammfahrer. Zweiter Fahrer wurde John Surtees, der 1962 auf Lola einige Punkteresultate erreichte. Weiterhin setzte der Rennstall den Ferrari 156 ein, dessen Motorleistung erhöht und Hinterradaufhängung verändert worden war. Team Lotus und British Racing Motors behielten die Fahrerpaarungen bei, auch der Lotus 25 und der BRM P57 wurden ein weiteres Jahr eingesetzt. Cooper startete, ebenfalls wie im Vorjahr, mit Bruce McLaren und Tony Maggs in die Saison und brachte den neuen Cooper T66 an den Start. Das Fahrzeug war eine Weiterentwicklung des Cooper T60, der sich vor allem durch eine neue Radaufhängung vom Vorgänger unterschied und bei dem einige Teile des Wagens anders positioniert waren. Brabham setzte erstmals in der Teamgeschichte zwei Wagen ein. Neben Teambesitzer Jack Brabham wurde Dan Gurney neuer Stammfahrer. Brabham fuhr das letzte Mal einen Lotus 25, Gurney erhielt den neuen Brabham BT7. Auch hier wurde hauptsächlich die Radaufhängung verändert, aber auch ein neues Schnellschaltgetriebe eingebaut.
Weitere Teams nahmen mit privaten Fahrzeugen am Rennen teil. Joakim Bonnier fuhr für das Rob Walker Racing Team, das einen Cooper T60 gekauft hatte. British Racing Partnership trat nach einigen Jahren unter dem Sponsoring verschiedener Firmen wieder unter ihrem ursprünglichen Namen an. Jim Hall und Innes Ireland wurden als Stammfahrer verpflichtet und fuhren Lotus 24. Auch Reg Parnell Racing kehrte in die Automobilweltmeisterschaft zurück, nachdem sich Yeoman und Bowmaker als Sponsoren zurückgezogen hatten. Teambesitzer war Reg Parnell, ein ehemaliger Formel-1-Fahrer. Das Team meldete zwei Lola Mk4A für Maurice Trintignant und Chris Amon. Amon begann bei diesem Grand Prix seine lange Karriere in der Automobilweltmeisterschaft, die bis 1976 andauerte, und war neben Bruce McLaren der zweite neuseeländische Fahrer im Fahrerfeld. Zwei weitere Lotus 24 meldeten Bernard Collomb und Joseph Siffert.
Der Große Preis von Monaco war nach 1959 und 1961 zum dritten Mal das erste Saisonrennen. Acht Rennen fanden vorher statt, die nicht zur Automobilweltmeisterschaft zählten. Bereits dabei deutete sich eine Überlegenheit der Lotus an, die von diesen acht Rennen fünf gewannen. Der amtierende Weltmeister Graham Hill gewann auf B.R.M. die Lombank Trophy und das BARC Aintree 200. Jim Clark gewann drei Rennen auf Lotus, darunter den Grand Prix de Pau, den Gran Premio Città di Imola und die BRDC International Trophy. Außerdem war Ireland bei der Glover Trophy auf Lotus siegreich und Siffert beim Gran Premio di Siracusa. Bob Anderson, der erst beim Großen Preis von Großbritannien 1963 debütierte, gewann auf Lola den Gran Premio di Roma.
Mit Bruce McLaren, Trintignant und Brabham nahmen drei ehemalige Sieger am Rennen teil, bei den Konstrukteuren war Cooper dreimal erfolgreich, Ferrari und Lotus jeweils zweimal.

### Training
1962 wurden die Trainings meist zwischen Graham Hill und Clark entschieden und auch 1963 setzte sich dieses Duell weiter fort. Saisonübergreifend zum vierten Mal in Folge war Clark schneller und gewann die Pole-Position vor seinem Kontrahenten Graham Hill. Dabei hatte er mehr als eine halbe Sekunde Vorsprung. Doch auch Ferrari war durch die Verbesserung des Wagens wieder konkurrenzfähig und Surtees belegte den dritten Rang, nur zwei Zehntelsekunden langsamer als Graham Hill. Sein Teamkollege Richie Ginther qualifizierte sich zeitgleich auf Platz vier. Bester Fahrer mit privatem Fahrzeug war Ireland auf Platz fünf, dahinter folgte Gurney im neuen Brabham und Mairesse im zweiten Ferrari. Cooper erreichte im Training mit den Startplätzen acht und zehn Positionen im Mittelfeld, Clarks Teamkollege Taylor vervollständigte die ersten zehn mit dem neunten Startplatz.
Amon hatte sich für Platz 15 qualifiziert, allerdings übernahm Trintignant seinen Wagen fürs Rennen und Amon nahm nicht am Rennen teil. Obwohl Collomb eine schnellere Runde als Brabham fuhr und sich damit für Amons Startplatz hätte qualifizieren müssen, wurde er als nicht qualifiziert gewertet. Brabham erhielt somit Rang 15 in der Startaufstellung. Damit wurde das Fahrerfeld auf 15 Fahrer reduziert, obwohl in den Vorjahren mehr Fahrer teilgenommen hatten.

### Rennen
Den Start gewannen die beiden B.R.M.-Fahrer, Graham Hill führte das Rennen vor seinem Teamkollegen Ginther an. Clark fiel auf den dritten Platz zurück, dahinter kämpften Surtees, McLaren und Ireland um den vierten Platz. Siffert schied in Runde drei mit einem Motorschaden aus. Auf dem engen Stadtkurs, der Überholen schwierig machte, gelang es Clark den Anschluss an die beiden B.R.M. zu halten und in der fünften Rennrunde Ginther zu überholen. Daraufhin schloss er auf Graham Hill auf und duellierte sich über mehrere Runden mit ihm. Erst in Runde 18 gelang Clark das Überholmanöver gegen seinen Kontrahenten und er übernahm damit die Führung. Graham Hill versuchte zu kontern, was jedoch nicht gelang, und Clark baute sich einen Vorsprung auf. Daraufhin setzte sich Surtees gegen McLaren und Ireland durch und attackierte Ginther. Er überholte ihn und verbesserte sich auf den dritten Platz. In den folgenden Rennrunden kam Surtees auch Graham Hill näher und überholte ihn in Runde 56, allerdings konterte Graham Hill diesmal, sodass Surtees Dritter blieb. Später fiel er jedoch durch nachlassenden Öldruck an seinem Ferrari auf Rang vier zurück.
In Runde 20 schied Hall mit einem Getriebeschaden aus und auch das Debüt den Brabham BT7 endete mit einem Ausfall, fünf Runden später. Trintignant stellte seinen Lola mit defekter Kupplung in Runde 34 ab, danach fiel Mairesse mit einem Getriebeschaden an seinem Ferrari aus. Ireland, der in den Punkterängen lag, verunglückte, überstand den Unfall aber unverletzt.
Neun Fahrer waren noch im Rennen, da bekam zuerst Brabham einen Getriebeschaden und nur eine Runde später der Führende Clark. Für beide war das Rennen beendet, allerdings hatten sie mit 77 bzw. 78 Runden eine ausreichende Renndistanz zurückgelegt, um noch auf den Plätzen acht und neun gewertet zu werden. Durch den Ausfall Clarks übernahm Graham Hill wieder die Führung und gewann mit fünf Sekunden Vorsprung auf seinen Teamkollegen Ginther den Grand Prix. Dies war sein erster von insgesamt fünf Siegen beim Großen Preis von Monaco, der erste von drei in Folge. Auch B.R.M. startete eine Siegesserie bei diesem Rennen, die folgenden drei Großen Preise von Monaco gewann das Team ebenfalls. Außerdem war es der zweite Doppelsieg des Konstrukteurs, nachdem beim Großen Preis von Italien 1962 ebenfalls Graham Hill vor Ginther gewann.
Dritter des Rennens wurde McLaren, die weiteren Punkte gingen an Surtees auf Platz vier, Maggs auf Platz fünf und Taylor auf Platz sechs. Nur Bonnier erreichte das Ziel außerhalb der Punkte, er hatte sechs Runden Rückstand. In der Fahrerwertung führte Graham Hill nach dem Grand Prix vor Ginther und McLaren, in der Konstrukteursweltmeisterschaft hatte B.R.M. fünf Punkte Vorsprung auf Cooper, die einen Punkt vor Ferrari lagen.

## Meldeliste
| Team                        | Nr. | Fahrer              | Chassis        | Motor          | Reifen |
| --------------------------- | --- | ------------------- | -------------- | -------------- | ------ |
| Brabham Racing Organisation | 03  | Jack Brabham        | Lotus 25       | Climax 1.5 V8  | D      |
| Brabham Racing Organisation | 04  | Dan Gurney          | Brabham BT7    | Climax 1.5 V8  | D      |
| Owen Racing Organisation    | 05  | Richie Ginther      | BRM P57        | BRM 1.5 V8     | D      |
| Owen Racing Organisation    | 06  | Graham Hill         | BRM P57        | BRM 1.5 V8     | D      |
| Cooper Car Company          | 07  | Bruce McLaren       | Cooper T66     | Climax 1.5 V8  | D      |
| Cooper Car Company          | 08  | Tony Maggs          | Cooper T66     | Climax 1.5 V8  | D      |
| Team Lotus                  | 09  | Jim Clark           | Lotus 25       | Climax 1.5 V8  | D      |
| Team Lotus                  | 10  | Trevor Taylor       | Lotus 25       | Climax 1.5 V8  | D      |
| Rob Walker Racing Team      | 11  | Joakim Bonnier      | Cooper T60     | Climax 1.5 V8  | D      |
| British Racing Partnership  | 12  | Jim Hall            | Lotus 24       | BRM 1.5 V8     | D      |
| British Racing Partnership  | 14  | Innes Ireland       | Lotus 24       | BRM 1.5 V8     | D      |
| Reg Parnell Racing          | 15  | Chris Amon          | Lola Mk4A      | Climax 1.5 V8  | D      |
| Reg Parnell Racing          | 15  | Maurice Trintignant | Lola Mk4A      | Climax 1.5 V8  | D      |
| Reg Parnell Racing          | 17  | Maurice Trintignant | Lola Mk4A      | Climax 1.5 V8  | D      |
| Reg Parnell Racing          | 17  | Maurice Trintignant | Lola Mk4       | Climax 1.5 V8  | D      |
| Scuderia Ferrari SpA SEFAC  | 20  | Willy Mairesse      | Ferrari 156/63 | Ferrari 1.5 V6 | D      |
| Scuderia Ferrari SpA SEFAC  | 21  | John Surtees        | Ferrari 156/63 | Ferrari 1.5 V6 | D      |
| Bernard Collomb             | 24  | Bernard Collomb     | Lotus 24       | Climax 1.5 V8  | D      |
| Siffert Racing Team         | 25  | Joseph Siffert      | Lotus 24       | BRM 1.5 V8     | D      |

Anmerkungen
1. 1 2 3  Chris Amon fuhr den Lola mit der Nummer 15 in den Trainingssitzungen. Maurice Trintignant übernahm den Wagen für das Rennen. Trintignant verwendete den Lola Mk4 mit der Nummer 17 in den Trainingssitzungen.

## Klassifikationen

### Startaufstellung
| Pos. | Fahrer              | Konstrukteur   | Zeit   | Ø-Geschwindigkeit | Start |
| ---- | ------------------- | -------------- | ------ | ----------------- | ----- |
| 01   | Jim Clark           | Lotus-Climax   | 1:34,3 | 120,06 km/h       | 01    |
| 02   | Graham Hill         | B.R.M.         | 1:35,0 | 119,18 km/h       | 02    |
| 03   | John Surtees        | Ferrari        | 1:35,2 | 118,93 km/h       | 03    |
| 04   | Richie Ginther      | B.R.M.         | 1:35,2 | 118,93 km/h       | 04    |
| 05   | Innes Ireland       | Lotus-B.R.M.   | 1:35,5 | 118,55 km/h       | 05    |
| 06   | Dan Gurney          | Brabham-Climax | 1:35,8 | 118,18 km/h       | 06    |
| 07   | Willy Mairesse      | Ferrari        | 1:35,9 | 118,06 km/h       | 07    |
| 08   | Bruce McLaren       | Cooper-Climax  | 1:36,0 | 117,94 km/h       | 08    |
| 09   | Trevor Taylor       | Lotus-Climax   | 1:37,2 | 116,48 km/h       | 09    |
| 10   | Tony Maggs          | Cooper-Climax  | 1:37,9 | 115,65 km/h       | 10    |
| 11   | Joakim Bonnier      | Cooper-Climax  | 1:38,6 | 114,83 km/h       | 11    |
| 12   | Joseph Siffert      | Lotus-B.R.M.   | 1:39,4 | 113,90 km/h       | 12    |
| 13   | Jim Hall            | Lotus-B.R.M.   | 1:41,0 | 112,10 km/h       | 13    |
| 14   | Maurice Trintignant | Lola-Climax    | 1:41,3 | 111,77 km/h       | 14    |
| 15   | Jack Brabham        | Lotus-Climax   | 1:44,7 | 108,14 km/h       | 15    |
| DNQ  | Bernard Collomb     | Lotus-Climax   | 1:43,3 | 109,60 km/h       | –     |

### Rennen
| Pos. | Fahrer              | Konstrukteur   | Runden | Stopps | Zeit        | Start | Schnellste Runde |
| ---- | ------------------- | -------------- | ------ | ------ | ----------- | ----- | ---------------- |
| 01   | Graham Hill         | B.R.M.         | 100    |        | 2:41:49,7   | 02    |                  |
| 02   | Richie Ginther      | B.R.M.         | 100    |        | + 4,6       | 04    |                  |
| 03   | Bruce McLaren       | Cooper-Climax  | 100    |        | + 12,8      | 08    |                  |
| 04   | John Surtees        | Ferrari        | 100    |        | + 14,1      | 03    | 1:34,5           |
| 05   | Tony Maggs          | Cooper-Climax  | 98     |        | + 2 Runden  | 10    |                  |
| 06   | Trevor Taylor       | Lotus-Climax   | 98     |        | + 2 Runden  | 09    |                  |
| 07   | Joakim Bonnier      | Cooper-Climax  | 94     |        | + 6 Runden  | 11    |                  |
| 08   | Jim Clark           | Lotus-Climax   | 94     |        | + 6 Runden  | 01    |                  |
| 09   | Jack Brabham        | Lotus-Climax   | 77     |        | + 23 Runden | 15    |                  |
| –    | Innes Ireland       | Lotus-B.R.M.   | 40     |        | DNF         | 05    |                  |
| –    | Willy Mairesse      | Ferrari        | 37     |        | DNF         | 07    |                  |
| –    | Maurice Trintignant | Lola-Climax    | 34     |        | DNF         | 14    |                  |
| –    | Dan Gurney          | Brabham-Climax | 25     |        | DNF         | 06    |                  |
| –    | Jim Hall            | Lotus-B.R.M.   | 20     |        | DNF         | 13    |                  |
| –    | Joseph Siffert      | Lotus-B.R.M.   | 3      |        | DNF         | 12    |                  |
| DNS  | Chris Amon          | Lola-Climax    | –      | –      | –           | –     | –                |

## WM-Stände nach dem Rennen
Die ersten sechs des Rennens bekamen 9, 6, 4, 3, 2, 1 Punkte. Es zählten nur die sechs besten Ergebnisse aus zehn Rennen. In der Konstrukteurswertung zählten dabei nur die Punkte des bestplatzierten Fahrers eines Teams.

### Fahrerwertung
| Pos. | Fahrer         | Konstrukteur  | Punkte |
| ---- | -------------- | ------------- | ------ |
| 01   | Graham Hill    | B.R.M.        | 9      |
| 02   | Richie Ginther | B.R.M.        | 6      |
| 03   | Bruce McLaren  | Cooper-Climax | 4      |
| 04   | John Surtees   | Ferrari       | 3      |
| 05   | Tony Maggs     | Cooper-Climax | 2      |
| 06   | Trevor Taylor  | Lotus-Climax  | 1      |
| 07   | Joakim Bonnier | Cooper-Climax | 0      |
| 08   | Jim Clark      | Lotus-Climax  | 0      |

| Pos. | Fahrer              | Konstrukteur   | Punkte |
| ---- | ------------------- | -------------- | ------ |
| 09   | Jack Brabham        | Lotus-Climax   | 0      |
| –    | Innes Ireland       | Lotus-B.R.M.   | 0      |
| –    | Willy Mairesse      | Ferrari        | 0      |
| –    | Maurice Trintignant | Lola-Climax    | 0      |
| –    | Dan Gurney          | Brabham-Climax | 0      |
| –    | Jim Hall            | Lotus-B.R.M.   | 0      |
| –    | Joseph Siffert      | Lotus-B.R.M.   | 0      |

### Konstrukteurswertung
| Pos. | Konstrukteur   | Punkte |
| ---- | -------------- | ------ |
| 01   | B.R.M.         | 9      |
| 02   | Cooper-Climax  | 4      |
| 03   | Ferrari        | 3      |
| 04   | Lotus-Climax   | 1      |
| –    | Lola-Climax    | 0      |
| –    | Brabham-Climax | 0      |
| –    | Lotus-B.R.M.   | 0      |